# Теодорович, Георгий Иванович
Георгий Иванович Теодорович (1907—1970) — советский геолог, доктор геолого-минералогических наук, специалист в области минералогии, петрографии и геохимии осадочных пород.

## Биография
Родился 7 (20) июля 1907 года в Москве.
В 1930 году окончил геологический факультет Московской горной академии.
В 1933—1938 годах ассистент и доцент МГРИ.
В 1948 году защитил докторскую диссертацию.
Старший научный сотрудник Института нефти АН СССР.
В 1950 году был удостоен Сталинской премии третьей степени за научные труды «Карбонатные фации нижней перми — верхнего карбона Урало-Волжской области» и «Литология карбонатных пород палеозоя Урало-Волжской области», опубликованные в 1949—1950 годах.
В 1952—1953 годах читал курс лекций в Академии нефтяной промышленности.
С 1955 года — заведующий лабораторией минералогии и формирования битуминозных свит Института геологии и разработки горючих ископаемых (ИГИРГИ).
В 1962 году получил звание профессор.
Скончался 22 апреля 1970 года в Москве.

## Награды и премии
- 1947 — Медаль «В память 800-летия Москвы»
- 1950 — Сталинская премия III степени[4].
- 1954 — Орден Трудового Красного Знамени
- 1970 — Медаль «В ознаменование 100-летия со дня рождения Владимира Ильича Ленина».

## Членство в организациях
- 1963 — КПСС
- Постоянная карбоновая комиссия Межведомственного стратиграфического комитета.
- Комиссия по осадочным породам при ОНЗ АН СССР.